# Golfo Country
Golfo Country é a região florestal e de savanas circundantes ao Golfo de Carpentaria, localizado a noroeste de Queensland, na costa norte do continente australiano. Esta região é ainda chamada de Golfo Savannah.